# Анімалькулізм

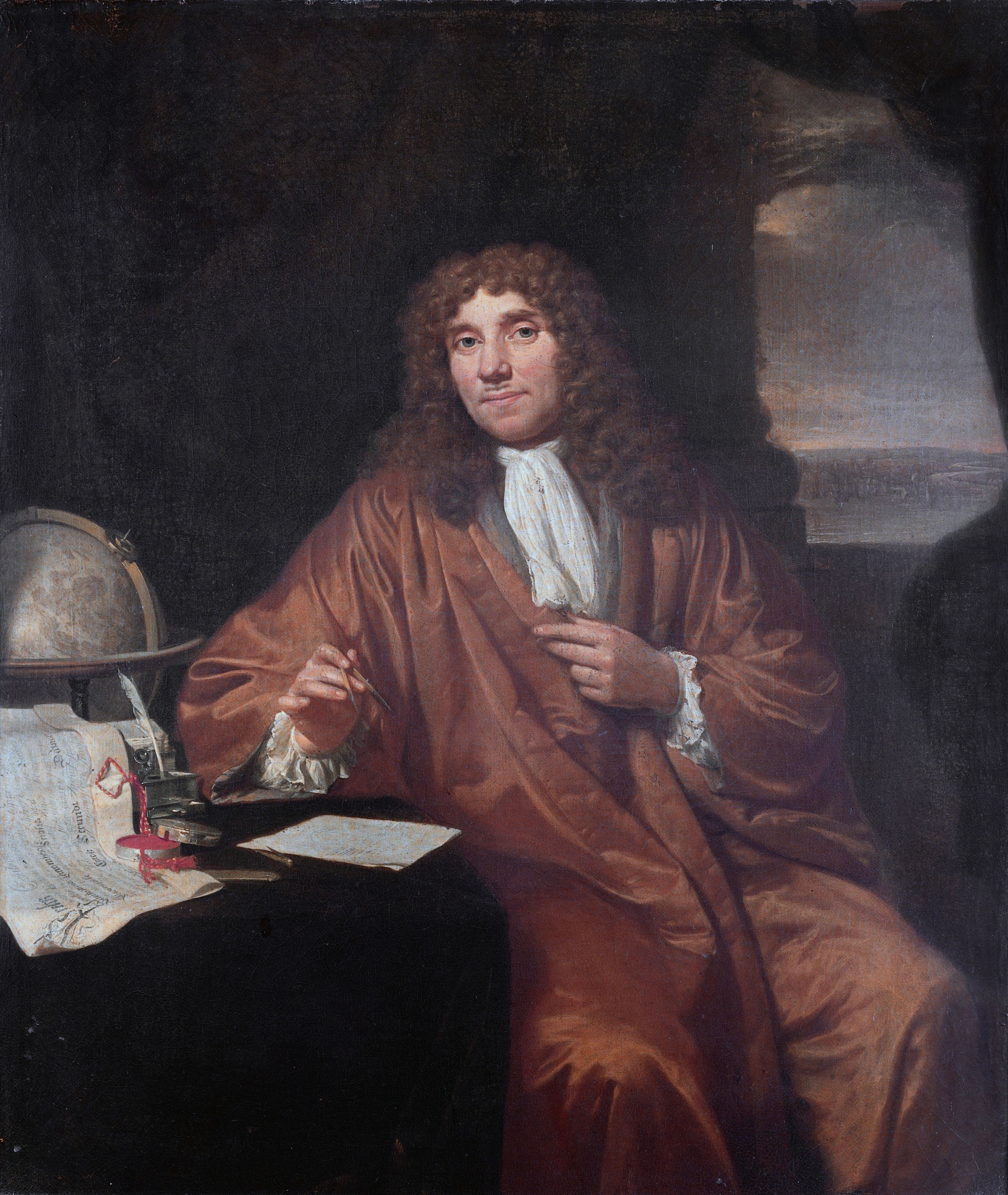
Левенгук

Анімалькулізм (від лат. Animalculum — звірок, мікроскопічна тварина) — один із напрямків преформізму, зародився в XVII-XVIII століттях, прихильники якого (А. Левенгук, Н. Гартсекер, Йохан Ліберкюн та ін.) вважали, що в сперматозоїдах міститься невидима доросла тварина, а її розвиток зводиться до збільшення в розмірах. При цьому у зародоку чоловічої статі вже є свої сперматозоїди, в яких є зародоки — і так до нескінченності.

## Опис
Теорія преформізму, головну роль в якій відігравав овізм, отримала нове русло для розвитку з відкриттям сперматозоїда. Антоній Левенгук, виявивши (1677) в спермі незліченну кількість живих звірків (animalcula), створює (до 1683 р.) теорію запліднення і розвитку, протилежну поглядам овістів. Він вважає, що спермій проникає в яйце, втрачає хвіст і з головки його утворюється зародок; яйце служить тільки місцем для розвитку і живлення зародка. Він стверджує, що існують два роди сперматозоїдів — чоловічі та жіночі. Таким чином, на противагу теорії овістів — «все з яйця» (ex ovo omnia — Гарвей), він стверджує, що основа розвитку в спермії (ex animalcula) і дає початок теорії анімалькулістів або сперматиків. Левенгук приєднується до теорії преформізму — в дуже маленькому зародку вівці він виявляє основні частини дорослої тварини і тому не бачить підстав, щоб їх не було раніше аж до сперматозоїда. Однак він категорично заперечує, що в сперматозоїді можна за допомогою мікроскопа побачити що-небудь подібне: хоча сперматозоїди людини і тварин і не суть мініатюрні діти і зародки, проте ці останні з них походять. Але те, що так твердо заперечує точний спостерігач Левенгук, побачать або вигадають більш рішучі люди. Гартсекер, котрий оскаржував пріоритет сперматозоїдів, припускає (1694), що в кожному сперматозоїді «є і приховано під тонкою і ніжною шкіркою — тварину в мініатюрі, самець чи самка того ж виду, в насінні якого вона перебуває».

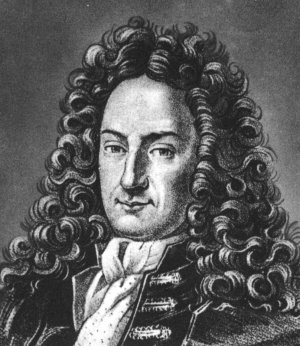
Лейбніц

Гідно подиву, як Гартсекер уявляв собі процес запліднення: «Кожне яйце має лише один отвір для входу черва … і негайно ж по проникненні туди одного, цей отвір закривається і перешкоджає проходженню іншого черва, якщо ж випадково, проникають два черви … і вирощені там дві тварини з'єднуються будь-якими частинами своїх тіл, вони утворюють виродка». Він приєднується до теорії «вкладення», однак дає їй інтерпретацію в дусі анімалькулізму: перші самці, а не самки (за поглядами овістів), містять зачатки всіх особин виду як чоловічої, так і жіночої статі. Цікаво відзначити, що пізніше Гартсекер відмовився від теорії анімалькулізму. «Відкриття» того, що тільки припускав Гартсекер, не змусило себе довго чекати, в 1699 році з'являється коротке повідомлення з малюнками за підписом Даленпатіуса, в якому він стверджує, що йому вдалося спостерігати сперматозоїда людини — який скидав шкіру з себе і під нею виявився мініатюрний чоловічок. Це повідомлення викликало різку критику Левенгука. Як виявилося значно пізніше, з метою самої безсоромної містифікації, під псевдонімом Даленпатіуса сховався якийсь Плантад.
Анімалькулізм набув поширення у зв'язку з великими оптичними труднощами при вивченні сперматозоїдів і повним незнанням їх походження в насінній рідині. Вчення анімалькулістів використовує (вперше в 1695 році) знаменитий філософ Лейбніц для обґрунтування своїх поглядів про взаємини між душею і тілом: «ніколи не буває ні повного народження ні досконалої смерті, що полягає у відділенні душі»; душі не покидають тіла, а представляють єдину з ним індивідуальність, тому «не тільки органічне тіло існувало до зачаття, а й душа в цьому тілі і одним словом сама тварина», і таким чином увесь органічний світ бере початок від «насіннєвих тварин», які виникли «не інакше, як разом з початком світу» (1702, 1714). Його підтримка анімалькулізму не могла не зіграти свою роль у зміцненні позицій преформізму. Проте вплив ідей Лейбніца був настільки великим і різноманітним, що вони відбилися як на преформаційних системах (Бонне), так і на епігенетичних (Нідхем, Бюффон, Каспар Фрідрих Вольф).
Блискучим спростуванням анімалькулізму стало відкриття Бонне партеногенезу у попелиць (1740–1745). Бонне показав, що попелиці розмножуються багато поколінь поспіль без самців і, отже, без будь-якої участі сперматозоїдів в заплідненні. Вчені того часу були так вражені цим відкриттям, що навіть випустили з виду, що воно доводить у кращому випадку лише овізм, але не преформізм.

## Ресурси Інтернету
- Преформация [Архівовано 31 липня 2018 у Wayback Machine.] // Большая Медицинская Энциклопедия
- Анималькулизм [Архівовано 28 квітня 2022 у Wayback Machine.] // Большая Медицинская Энциклопедия
- К. Ф. Вольф «Теория зарождения»[недоступне посилання з лютого 2019]